# Světový pohár v alpském lyžování 2017/2018
Světový pohár v alpském lyžování 2017/2018 byl 52. ročník série vrcholných závodů v alpském lyžování organizovaný Mezinárodní lyžařskou federací. Premiérová sezóna Světového poháru se konala v roce 1967. Ročník začal během října 2017 tradičně v rakouském Söldenu, který hostil obří slalom jako úvodní závod sezóny poprvé v roce 2000. Vyvrcholení proběhlo ve druhé polovině března 2018 ve švédském Åre, kam se světové finále vrátilo poprvé od roku 2009. Sezóna byla přerušena Zimními olympijskými hrami 2018 v Pchjongčchangu, kde se rychlostní disciplíny jely ve středisku Čongson a technické v areálu Jongpchjong.
Celková vítězství z předchozího ročníku obhájili Rakušan Marcel Hirscher a Američanka Mikaela Shiffrinová, která získala druhý velký křišťálový glóbus. Hirscher se sedmým triumfem odpoutal od šesti výher krajanky Annemarie Moserové-Pröllové a stal se prvním lyžařem historie Světového poháru se sedmi tituly, jež navíc vybojoval bez přerušení.

## Přehled

### Muži
Posedmé v řadě se celkovým vítězem sezóny stal Rakušan Marcel Hirscher, čímž se na čele historických statistik odpoutal od krajanky Annemarie Moserová-Pröllová, která vyhrála šest trofejí v 70. letech dvacátého století. V mužské sérii navýšil náskok na pětinásobného lucemburského šampiona Marca Girardelliho. Jistotu obhajoby Hirscher získal na záčátku března 2018 vítězným slalomem v Kranjské Goře, v němž porazil svého jediného vyzyvatele, druhého v pořadí Henrika Kristoffersena z Norska. Šest závodů před koncem, z toho čtyř rychlostních soutěží, získal na slalomářského specialistu Kristoffersena rozhodující náskok 289 bod. Nor rychlostní soutěže nejezdil; jeho jedenáct druhých míst v sezóně rovněž představovalo rekord od vzniku světové série.
Hirscher také popáté ovládl konečné hodnocení slalomu. Triumf v posledním závodu sezóny, aarském obřím slalomu, mu vynesl i pátý malý křišťálový glóbus z obřího slalomu. Jednalo se o jeho 58. vítězný závod ve Světovém poháru. Jako třetí muž historie dokázal v jednom ročníku vyhrát třináct závodů, čímž navázal na Ingemara Stenmarka ze sezóny 1979 a Hermanna Maiera z ročníku 2001. Se sedmnácti křišťálovými glóby se posunul na druhé místo historických statistik za Stenmarkových devatenáct glóbů. Rakušan si přitom v srpnu 2017 během tréninku přivodil zlomeninu kotníku, která ho vyřadila z úvody sezóny.

### Ženy
Celkové vítězství v sezóně obhájila Mikaela Shiffrinová a získala tak druhý velký glóbus. Po Philu Mahreovi, Bodem Millerovi a Lindsey Vonnové se stala čtvrtým americkým lyžařem, jenž dokázal vyhrát více než jeden velký křišťálový glóbus a ve 23 letech jako nejmladší z nich. Vítězství si zajistila v první polovině března 2018 třetím místem v ofterschwangském obřím slalomu, v němž premiérovou výhru ve světovém seriálu vybojovala Norka Ragnhild Mowinckelová. Shiffrinová si tak pět závodů před koncem vytvořila nedostižitelný náskok 603 bodů před druhou v pořadí Wendy Holdenerovou, která ovládla konečné hodnocení superkombinace.
Popáté z šesti předchozích ročníků navíc Shiffrinová vyhrála i konečné hodnocení slalomu. Vítězstvím v ofterschwangském slalomu, týden před 23. narozeninami, překonala rekordních 41 výher Annemarie Moserové-Pröllové v klasifikaci nejvyššího počtu vyhraných závodů lyžaři do 23 let. Američanka triumfovala ve dvanácti závodech ročníku, čímž se s Vonnovou (2012) dělila o páté místo historických statistik. Více závodů dokázali během jedné sezóny ovládnout jen Vreni Schneiderová (14, 1989), Marcel Hirscher (13, aktuální 2018), Ingemar Stenmark (13, 1979) a Hermann Maier (13, 2001). Se 43 vyhranými závody v kariéře jí ve Světovém poháru patřila pátá příčka mezi ženami a desátá bez rozdílu pohlaví.
Malý křišťálový glóbus v superobřím slalomu obhájila Lichtenštejnka Tina Weiratherová, první kariérní glóbus získala Italka Sofia Goggiová ve sjezdu a Němka Viktoria Rebensburgová navázala v obřím slalomu na konečná vítězství z let 2011 a 2012.

## Muži

### Kalendář
| |     | 29. října 2017     | Sölden                 | OS cnx               | silný vítr                        | silný vítr                       | silný vítr                       | [ 10 ]               |
| 1673. | 1.  | 12. listopadu 2017 | Levi                   | SL 470               | Felix Neureuther                  | Henrik Kristoffersen             | Mattias Hargin                   | [ 12 ]               |
| 1674. | 2.  | 25. listopadu 2017 | Lake Louise            | SJ 471               | Beat Feuz                         | Matthias Mayer                   | Aksel Lund Svindal               | [ 14 ]               |
| 1675. | 3.  | 26. listopadu 2017 | Lake Louise            | SG 199               | Kjetil Jansrud                    | Max Franz                        | Hannes Reichelt                  | [ 15 ]               |
| 1676. | 4.  | 1. prosince 2017   | Beaver Creek           | SG 200               | Vincent Kriechmayr                | Kjetil Jansrud                   | Hannes Reichelt                  | [ 17 ]               |
| 1677. | 5.  | 2. prosince 2017   | Beaver Creek           | SJ 472               | Aksel Lund Svindal                | Beat Feuz                        | Thomas Dreßen                    | [ 18 ]               |
| 1678. | 6.  | 3. prosince 2017   | Beaver Creek           | OS 398               | Marcel Hirscher                   | Henrik Kristoffersen             | Stefan Luitz                     | [ 19 ]               |
| 1679. | 7.  | 9. prosince 2017   | Val-d'Isère            | OS 399               | Alexis Pinturault                 | Stefan Luitz                     | Marcel Hirscher                  | [ 21 ]               |
| 1680. | 8.  | 10. prosince 2017  | Val-d'Isère            | SL 471               | Marcel Hirscher                   | Henrik Kristoffersen             | André Myhrer                     | [ 22 ]               |
| 1681. | 9.  | 15. prosince 2017  | Val Gardena/Gröden     | SG 201               | Josef Ferstl                      | Max Franz                        | Matthias Mayer                   | [ 24 ]               |
| 1682. | 10. | 16. prosince 2017  | Val Gardena/Gröden     | SJ 473               | Aksel Lund Svindal                | Kjetil Jansrud                   | Max Franz                        | [ 25 ]               |
| 1683. | 11. | 17. prosince 2017  | Alta Badia             | OS 400               | Marcel Hirscher                   | Henrik Kristoffersen             | Žan Kranjec                      | [ 27 ]               |
| 1684. | 12. | 18. prosince 2017  | Alta Badia             | PG 003               | Matts Olsson                      | Henrik Kristoffersen             | Marcel Hirscher                  | [ 28 ]               |
| 1685. | 13. | 22. prosince 2017  | Madonna di Campiglio   | SL 472               | Marcel Hirscher                   | Luca Aerni                       | Henrik Kristoffersen             | [ 30 ]               |
| 1686. | 14. | 28. prosince 2017  | Bormio                 | SJ 474               | Dominik Paris                     | Aksel Lund Svindal               | Kjetil Jansrud                   | [ 32 ]               |
| 1687. | 15. | 29. prosince 2017  | Bormio                 | SK 128               | Alexis Pinturault                 | Peter Fill                       | Kjetil Jansrud                   | [ 33 ]               |
| 1688. | 16. | 1. ledna 2018      | Oslo                   | MZ 007               | André Myhrer                      | Michael Matt                     | Linus Straßer                    | [ 34 ]               |
| 1689. | 17. | 4. ledna 2018      | Záhřeb                 | SL 473               | Marcel Hirscher                   | Michael Matt                     | Henrik Kristoffersen             | [ 36 ]               |
| 1690. | 18. | 6. ledna 2018      | Adelboden              | OS 401               | Marcel Hirscher                   | Henrik Kristoffersen             | Alexis Pinturault                | [ 38 ]               |
| 1691. | 19. | 7. ledna 2018      | Adelboden              | SL 474               | Marcel Hirscher                   | Michael Matt                     | Henrik Kristoffersen             | [ 39 ]               |
| 1692. | 20. | 12. ledna 2018     | Wengen                 | SK 129               | Victor Muffat-Jeandet             | Pavel Trichičev                  | Peter Fill                       | [ 43 ]               |
| 1693. | 21. | 13. ledna 2018     | Wengen                 | SJ 475               | Beat Feuz                         | Aksel Lund Svindal               | Matthias Mayer                   | [ 44 ]               |
| 1694. | 22. | 14. ledna 2018     | Wengen                 | SL 475               | Marcel Hirscher                   | Henrik Kristoffersen             | André Myhrer                     | [ 45 ]               |
| 1695. | 23. | 19. ledna 2018     | Kitzbühel              | SG 202               | Aksel Lund Svindal                | Kjetil Jansrud                   | Matthias Mayer                   | [ 47 ]               |
| 1696. | 24. | 20. ledna 2018     | Kitzbühel              | SJ 476               | Thomas Dreßen                     | Beat Feuz                        | Hannes Reichelt                  | [ 48 ]               |
| 1697. | 25. | 21. ledna 2018     | Kitzbühel              | SL 476               | Henrik Kristoffersen              | Marcel Hirscher                  | Daniel Yule                      | [ 49 ]               |
| 1698. | 26. | 23. ledna 2018     | Schladming             | SL 477               | Marcel Hirscher                   | Henrik Kristoffersen             | Daniel Yule                      | [ 51 ]               |
| 1699. | 27. | 27. ledna 2018     | Garmisch-Partenkirchen | SJ 477               | Beat Feuz                         | Vincent Kriechmayr Dominik Paris | 3. místo neuděleno               | [ 53 ]               |
| 1700. | 28. | 28. ledna 2018     | Garmisch-Partenkirchen | OS 402               | Marcel Hirscher                   | Manuel Feller                    | Ted Ligety                       | [ 54 ]               |
| 1701. | 29. | 30. ledna 2018     | Stockholm              | MZ 008               | Ramon Zenhäusern                  | André Myhrer                     | Linus Straßer                    | [ 56 ]               |
| |     | 12.–24. února 2018 | Pchjongčchang          | Zimní olympijské hry | Zimní olympijské hry              | Zimní olympijské hry             | Zimní olympijské hry             | Zimní olympijské hry |
| 1702. | 30. | 3. března 2018     | Kranjska Gora          | OS 403               | Marcel Hirscher                   | Henrik Kristoffersen             | Alexis Pinturault                | [ 58 ]               |
| 1703. | 31. | 4. března 2018     | Kranjska Gora          | SL 478               | Marcel Hirscher                   | Henrik Kristoffersen             | Ramon Zenhäusern                 | [ 59 ]               |
| 1704. | 32. | 10. března 2018    | Kvitfjell              | SJ 478               | Thomas Dreßen                     | Beat Feuz                        | Aksel Lund Svindal               | [ 61 ]               |
| 1705. | 33. | 11. března 2018    | Kvitfjell              | SG 203               | Kjetil Jansrud                    | Beat Feuz                        | Brice Roger                      | [ 62 ]               |
| Finále Světového poháru |     |                    |                        |                      |                                   |                                  |                                  |                      |
| 1706. | 34. | 14. března 2018    | Åre                    | SJ 479               | Vincent Kriechmayr Matthias Mayer | 2. místo neuděleno               | Beat Feuz                        | [ 64 ]               |
| 1707. | 35. | 15. března 2018    | Åre                    | SG 204               | Vincent Kriechmayr                | Christof Innerhofer              | Thomas Dreßen Aksel Lund Svindal | [ 65 ]               |
| 1708. | 36. | 17. března 2018    | Åre                    | OS 404               | Marcel Hirscher                   | Henrik Kristoffersen             | Victor Muffat-Jeandet            | [ 66 ]               |
| |     | 18. března 2018    | Åre                    | SL cnx               | silný vítr                        | silný vítr                       | silný vítr                       | silný vítr           |
| Legenda |     |                    |                        |                      |                                   |                                  |                                  |                      |
| SJ – sjezd, SL – slalom, OS – obří slalom, SG – Super-G, SK – superkombinace, MZ – městský závod (paralelní slalom), PG – paralelní obří slalom |     |                    |                        |                      |                                   |                                  |                                  |                      |

### Konečné pořadí
| Poř. | po 36 závodech       | body |
| ---- | -------------------- | ---- |
| 1.   | Marcel Hirscher      | 1620 |
| 2.   | Henrik Kristoffersen | 1285 |
| 3.   | Aksel Lund Svindal   | 886  |
| 4.   | Kjetil Jansrud       | 884  |
| 5.   | Beat Feuz            | 856  |

| Poř. | po 9 závodech      | body |
| ---- | ------------------ | ---- |
| 1.   | Beat Feuz          | 682  |
| 2.   | Aksel Lund Svindal | 612  |
| 3.   | Thomas Dreßen      | 446  |
| 4.   | Dominik Paris      | 386  |
| 5.   | Vincent Kriechmayr | 384  |

| Poř. | po 6 závodech      | body |
| ---- | ------------------ | ---- |
| 1.   | Kjetil Jansrud     | 400  |
| 2.   | Vincent Kriechmayr | 320  |
| 3.   | Aksel Lund Svindal | 274  |
| 4.   | Hannes Reichelt    | 267  |
| 5.   | Max Franz          | 226  |

| Poř. | po 8 závodech        | body |
| ---- | -------------------- | ---- |
| 1.   | Marcel Hirscher      | 720  |
| 2.   | Henrik Kristoffersen | 575  |
| 3.   | Alexis Pinturault    | 329  |
| 4.   | Manuel Feller        | 309  |
| 5.   | Matts Olsson         | 299  |

| Poř. | po 11 závodech       | body |
| ---- | -------------------- | ---- |
| 1.   | Marcel Hirscher      | 874  |
| 2.   | Henrik Kristoffersen | 710  |
| 3.   | André Myhrer         | 460  |
| 4.   | Michael Matt         | 388  |
| 5.   | Daniel Yule          | 370  |

| Poř. | po 2 závodech         | body |
| ---- | --------------------- | ---- |
| 1.   | Peter Fill            | 140  |
| 2.   | Kjetil Jansrud        | 110  |
| 3.   | Victor Muffat-Jeandet | 105  |
| 4.   | Alexis Pinturault     | 100  |
| 5.   | Mauro Caviezel        | 90   |

## Ženy

### Kalendář
| 1564. | 1.          | 28. října 2017                                                               | Sölden                                                                       | OS 397                                                                       | Viktoria Rebensburgová                                                       | Tessa Worleyová                                                              | Manuela Mölggová                                                             | [ 67 ]                                                                       |
| 1565. | 2.          | 11. listopadu 2017                                                           | Levi                                                                         | SL 446                                                                       | Petra Vlhová                                                                 | Mikaela Shiffrinová                                                          | Wendy Holdenerová                                                            | [ 68 ]                                                                       |
| 1566. | 3.          | 25. listopadu 2017                                                           | Killington                                                                   | OS 398                                                                       | Viktoria Rebensburgová                                                       | Mikaela Shiffrinová                                                          | Manuela Mölggová                                                             | [ 71 ]                                                                       |
| 1567. | 4.          | 26. listopadu 2017                                                           | Killington                                                                   | SL 447                                                                       | Mikaela Shiffrinová                                                          | Petra Vlhová                                                                 | Bernadette Schildová                                                         | [ 72 ]                                                                       |
| 1568. | 5.          | 1. prosince 2017                                                             | Lake Louise                                                                  | SJ 394                                                                       | Cornelia Hütterová                                                           | Tina Weiratherová                                                            | Mikaela Shiffrinová                                                          | [ 73 ]                                                                       |
| 1569. | 6.          | 2. prosince 2017                                                             | Lake Louise                                                                  | SJ 395                                                                       | Mikaela Shiffrinová                                                          | Viktoria Rebensburgová                                                       | Michelle Gisinová                                                            | [ 74 ]                                                                       |
| 1570. | 7.          | 3. prosince 2017                                                             | Lake Louise                                                                  | SG 219                                                                       | Tina Weiratherová                                                            | Lara Gutová                                                                  | Nicole Schmidhoferová                                                        | [ 75 ]                                                                       |
| |             | 8. prosince 2017                                                             | Svatý Mořic                                                                  | SK cnx                                                                       | hustá mlha; nahrazeno Super-G ve Svatém Mořici 10. prosince 2017             | hustá mlha; nahrazeno Super-G ve Svatém Mořici 10. prosince 2017             | hustá mlha; nahrazeno Super-G ve Svatém Mořici 10. prosince 2017             | [ 77 ]                                                                       |
| 1571. | 8.          | 9. prosince 2017                                                             | Svatý Mořic                                                                  | SG 220                                                                       | Jasmine Fluryová                                                             | Michelle Gisinová                                                            | Tina Weiratherová                                                            | [ 78 ]                                                                       |
| |             | 10. prosince 2017                                                            | Svatý Mořic                                                                  | SG cnx                                                                       | špatná viditelnost; přesunuto do Val-d'Isère na 16. prosince 2017            | špatná viditelnost; přesunuto do Val-d'Isère na 16. prosince 2017            | špatná viditelnost; přesunuto do Val-d'Isère na 16. prosince 2017            | špatná viditelnost; přesunuto do Val-d'Isère na 16. prosince 2017            |
| 10. prosince 2017 | SK cnx      | špatná viditelnost; definitivně přesunuto do Lenzerheide na 26. ledna 2018   | špatná viditelnost; definitivně přesunuto do Lenzerheide na 26. ledna 2018   | špatná viditelnost; definitivně přesunuto do Lenzerheide na 26. ledna 2018   | [ 77 ]                                                                       |                                                                              |                                                                              |                                                                              |
| 16. prosince 2017 | Val-d'Isère | SJ cnx                                                                       | oba tréninky zrušeny; přesunuto do Cortiny d'Ampezzo na 19. ledna 2018       | oba tréninky zrušeny; přesunuto do Cortiny d'Ampezzo na 19. ledna 2018       | oba tréninky zrušeny; přesunuto do Cortiny d'Ampezzo na 19. ledna 2018       | oba tréninky zrušeny; přesunuto do Cortiny d'Ampezzo na 19. ledna 2018       |                                                                              |                                                                              |
| 1572. | Val-d'Isère | 9.                                                                           | 16. prosince 2017                                                            | SG 221                                                                       | Lindsey Vonnová                                                              | Sofia Goggiová                                                               | Ragnhild Mowinckelová                                                        | [ 79 ]                                                                       |
| 1573. | Val-d'Isère | 10.                                                                          | 17. prosince 2017                                                            | SG 222                                                                       | Anna Veithová                                                                | Tina Weiratherová                                                            | Sofia Goggiová                                                               | [ 80 ]                                                                       |
| 1574. | 11.         | 19. prosince 2017                                                            | Courchevel                                                                   | OS 399                                                                       | Mikaela Shiffrinová                                                          | Tessa Worleyová                                                              | Manuela Mölggová                                                             | [ 82 ]                                                                       |
| 1575. | 12.         | 20. prosince 2017                                                            | Courchevel                                                                   | PS 004                                                                       | Mikaela Shiffrinová                                                          | Petra Vlhová                                                                 | Irene Curtoniová                                                             | [ 83 ]                                                                       |
| 1576. | 13.         | 28. prosince 2017                                                            | Lienz                                                                        | SL 448                                                                       | Mikaela Shiffrinová                                                          | Wendy Holdenerová                                                            | Frida Hansdotterová                                                          | [ 85 ]                                                                       |
| 1577. | 14.         | 29. prosince 2017                                                            | Lienz                                                                        | OS 400                                                                       | Federica Brignoneová                                                         | Viktoria Rebensburgová                                                       | Mikaela Shiffrinová                                                          | [ 86 ]                                                                       |
| 1578. | 15.         | 1. ledna 2018                                                                | Oslo                                                                         | MZ 007                                                                       | Mikaela Shiffrinová                                                          | Wendy Holdenerová                                                            | Mélanie Meillardová                                                          | [ 87 ]                                                                       |
| 1579. | 16.         | 3. ledna 2018                                                                | Záhřeb                                                                       | SL 449                                                                       | Mikaela Shiffrinová                                                          | Wendy Holdenerová                                                            | Frida Hansdotterová                                                          | [ 89 ]                                                                       |
| |             | 6. ledna 2018                                                                | Maribor                                                                      | OS cnx                                                                       | teplé počasí a nedostatek sněhu; přesunuto do Kranjské Gory na 6. ledna 2018 | teplé počasí a nedostatek sněhu; přesunuto do Kranjské Gory na 6. ledna 2018 | teplé počasí a nedostatek sněhu; přesunuto do Kranjské Gory na 6. ledna 2018 | teplé počasí a nedostatek sněhu; přesunuto do Kranjské Gory na 6. ledna 2018 |
| 7. ledna 2018 | SL cnx      | teplé počasí a nedostatek sněhu; přesunuto do Kranjské Gory na 7. ledna 2018 | teplé počasí a nedostatek sněhu; přesunuto do Kranjské Gory na 7. ledna 2018 | teplé počasí a nedostatek sněhu; přesunuto do Kranjské Gory na 7. ledna 2018 | teplé počasí a nedostatek sněhu; přesunuto do Kranjské Gory na 7. ledna 2018 |                                                                              |                                                                              |                                                                              |
| 1580. | 17.         | 6. ledna 2018                                                                | Kranjska Gora                                                                | OS 401                                                                       | Mikaela Shiffrinová                                                          | Tessa Worleyová                                                              | Sofia Goggiová                                                               | [ 91 ]                                                                       |
| 1581. | 18.         | 7. ledna 2018                                                                | Kranjska Gora                                                                | SL 450                                                                       | Mikaela Shiffrinová                                                          | Frida Hansdotterová                                                          | Wendy Holdenerová                                                            | [ 92 ]                                                                       |
| 1582. | 19.         | 9. ledna 2018                                                                | Flachau                                                                      | SL 451                                                                       | Mikaela Shiffrinová                                                          | Bernadette Schildová                                                         | Frida Hansdotterová                                                          | [ 94 ]                                                                       |
| 1583. | 20.         | 13. ledna 2018                                                               | Bad Kleinkirchheim                                                           | SG 223                                                                       | Federica Brignoneová                                                         | Lara Gutová                                                                  | Cornelia Hütterová                                                           | [ 96 ]                                                                       |
| 1584. | 21.         | 14. ledna 2018                                                               | Bad Kleinkirchheim                                                           | SJ 396                                                                       | Sofia Goggiová                                                               | Federica Brignoneová                                                         | Nadia Fanchiniová                                                            | [ 97 ]                                                                       |
| 1585. | 22.         | 19. ledna 2018                                                               | Cortina d'Ampezzo                                                            | SJ 397                                                                       | Sofia Goggiová                                                               | Lindsey Vonnová                                                              | Mikaela Shiffrinová                                                          | [ 99 ]                                                                       |
| 1586. | 23.         | 20. ledna 2018                                                               | Cortina d'Ampezzo                                                            | SJ 398                                                                       | Lindsey Vonnová                                                              | Tina Weiratherová                                                            | Jacqueline Wilesová                                                          | [ 100 ]                                                                      |
| 1587. | 24.         | 21. ledna 2018                                                               | Cortina d'Ampezzo                                                            | SG 224                                                                       | Lara Gutová                                                                  | Johanna Schnarfová                                                           | Nicole Schmidhoferová                                                        | [ 101 ]                                                                      |
| 1588. | 25.         | 23. ledna 2018                                                               | Kronplatz                                                                    | OS 402                                                                       | Viktoria Rebensburgová                                                       | Ragnhild Mowinckelová                                                        | Federica Brignoneová                                                         | [ 103 ]                                                                      |
| 1589. | 26.         | 26. ledna 2018                                                               | Lenzerheide                                                                  | SK 102                                                                       | Wendy Holdenerová                                                            | Marta Bassinová                                                              | Ana Buciková                                                                 | [ 105 ]                                                                      |
| 1590. | 27.         | 27. ledna 2018                                                               | Lenzerheide                                                                  | OS 403                                                                       | Tessa Worleyová                                                              | Viktoria Rebensburgová                                                       | Meta Hrovatová                                                               | [ 106 ]                                                                      |
| 1591. | 28.         | 28. ledna 2018                                                               | Lenzerheide                                                                  | SL 452                                                                       | Petra Vlhová                                                                 | Frida Hansdotterová                                                          | Wendy Holdenerová                                                            | [ 107 ]                                                                      |
| 1592. | 29.         | 30. ledna 2018                                                               | Stockholm                                                                    | MZ 008                                                                       | Nina Haverová-Løsethová                                                      | Wendy Holdenerová                                                            | Petra Vlhová                                                                 | [ 108 ]                                                                      |
| 1593. | 30.         | 3. února 2018                                                                | Garmisch-Partenkirchen                                                       | SJ 399                                                                       | Lindsey Vonnová                                                              | Sofia Goggiová                                                               | Cornelia Hütterová                                                           | [ 109 ]                                                                      |
| 1594. | 31.         | 4. února 2018                                                                | Garmisch-Partenkirchen                                                       | SJ 400                                                                       | Lindsey Vonnová                                                              | Sofia Goggiová                                                               | Tina Weiratherová                                                            | [ 110 ]                                                                      |
| |             | 12.–24. února 2018                                                           | Pchjongčchang                                                                | Zimní olympijské hry                                                         | Zimní olympijské hry                                                         | Zimní olympijské hry                                                         | Zimní olympijské hry                                                         | Zimní olympijské hry                                                         |
| 1595. | 32.         | 3. března 2018                                                               | Crans-Montana                                                                | SG 225                                                                       | Tina Weiratherová                                                            | Anna Veithová                                                                | Wendy Holdenerová                                                            | [ 112 ]                                                                      |
| 1596. | 33.         | 4. března 2018                                                               | Crans-Montana                                                                | SK 103                                                                       | Federica Brignoneová                                                         | Michelle Gisinová                                                            | Petra Vlhová                                                                 | [ 113 ]                                                                      |
| 1597. | 34.         | 9. března 2018                                                               | Ofterschwang                                                                 | OS 404                                                                       | Ragnhild Mowinckelová                                                        | Viktoria Rebensburgová                                                       | Mikaela Shiffrinová                                                          | [ 115 ]                                                                      |
| 1598. | 35.         | 10. března 2018                                                              | Ofterschwang                                                                 | SL 453                                                                       | Mikaela Shiffrinová                                                          | Wendy Holdenerová                                                            | Frida Hansdotterová                                                          | [ 116 ]                                                                      |
| Finále Světového poháru |             |                                                                              |                                                                              |                                                                              |                                                                              |                                                                              |                                                                              |                                                                              |
| 1599. | 36.         | 14. března 2018                                                              | Åre                                                                          | SJ 401                                                                       | Lindsey Vonnová                                                              | Sofia Goggiová                                                               | Alice McKennisová                                                            | [ 117 ]                                                                      |
| 1600. | 37.         | 15. března 2018                                                              | Åre                                                                          | SG 226                                                                       | Sofia Goggiová                                                               | Viktoria Rebensburgová                                                       | Lindsey Vonnová                                                              | [ 118 ]                                                                      |
| 1601. | 38.         | 17. března 2018                                                              | Åre                                                                          | SL 454                                                                       | Mikaela Shiffrinová                                                          | Wendy Holdenerová                                                            | Frida Hansdotterová                                                          | [ 119 ]                                                                      |
| |             | 18. března 2018                                                              | Åre                                                                          | OS cnx                                                                       | silný vítr                                                                   | silný vítr                                                                   | silný vítr                                                                   | silný vítr                                                                   |
| Legenda |             |                                                                              |                                                                              |                                                                              |                                                                              |                                                                              |                                                                              |                                                                              |
| SJ – sjezd, SL – slalom, OS – obří slalom, SG – Super-G, SK – superkombinace, MZ – městský závod (paralelní slalom), PS – paralelní slalom |             |                                                                              |                                                                              |                                                                              |                                                                              |                                                                              |                                                                              |                                                                              |

### Konečné pořadí
| Poř. | po 38 závodech         | body |
| ---- | ---------------------- | ---- |
| 1.   | Mikaela Shiffrinová    | 1773 |
| 2.   | Wendy Holdenerová      | 1168 |
| 3.   | Viktoria Rebensburgová | 977  |
| 4.   | Sofia Goggiová         | 958  |
| 5.   | Petra Vlhová           | 888  |

| Poř. | po 8 závodech       | body |
| ---- | ------------------- | ---- |
| 1.   | Sofia Goggiová      | 509  |
| 2.   | Lindsey Vonnová     | 506  |
| 3.   | Tina Weiratherová   | 394  |
| 4.   | Cornelia Hütterová  | 272  |
| 5.   | Mikaela Shiffrinová | 256  |

| Poř. | po 8 závodech     | body |
| ---- | ----------------- | ---- |
| 1.   | Tina Weiratherová | 461  |
| 2.   | Lara Gutová       | 375  |
| 3.   | Anna Veithová     | 339  |
| 4.   | Michelle Gisinová | 313  |
| 5.   | Sofia Goggiová    | 311  |

| Poř. | po 8 závodech          | body |
| ---- | ---------------------- | ---- |
| 1.   | Viktoria Rebensburgová | 582  |
| 2.   | Tessa Worleyová        | 490  |
| 3.   | Mikaela Shiffrinová    | 481  |
| 4.   | Ragnhild Mowinckelová  | 371  |
| 5.   | Federica Brignoneová   | 274  |

| Poř. | po 12 závodech       | body |
| ---- | -------------------- | ---- |
| 1.   | Mikaela Shiffrinová  | 980  |
| 2.   | Wendy Holdenerová    | 705  |
| 3.   | Frida Hansdotterová  | 681  |
| 4.   | Petra Vlhová         | 679  |
| 5.   | Bernadette Schildová | 463  |

| Poř. | po 2 závodech        | body |
| ---- | -------------------- | ---- |
| 1.   | Wendy Holdenerová    | 150  |
| 2.   | Michelle Gisinová    | 109  |
| 3.   | Federica Brignoneová | 100  |
| 4.   | Marta Bassinová      | 88   |
| 5.   | Ana Buciková         | 66   |

## Týmová soutěž

### Kalendář
| Finále Světového poháru    |    |                 |     |        | |                                                                        |                                                                                   |         |
| 13.                        | 1. | 16. března 2018 | Åre | PG 010 | ŠvédskoFrida Hansdotterová Anna Swennová-Larssonová Emelie Wikströmová Mattias Hargin André Myhrer Matts Olsson | FrancieRomane Miradoliová Tessa Worleyová Julien Lizeroux Clément Noël | NěmeckoLena Dürrová Marina Wallnerová Fritz Dopfer Alexander Schmid Linus Straßer | [ 120 ] |
| Legenda                    |    |                 |     |        | |                                                                        |                                                                                   |         |
| PG – paralelní obří slalom |    |                 |     |        | |                                                                        |                                                                                   |         |

## Pohár národů
| Poř. | po 75 závodech | body  |
| ---- | -------------- | ----- |
| 1.   | Rakousko       | 10725 |
| 2.   | Švýcarsko      | 8441  |
| 3.   | Itálie         | 6682  |
| 4.   | Norsko         | 6324  |
| 5.   | Francie        | 4590  |

| Poř. | po 37 závodech | body |
| ---- | -------------- | ---- |
| 1.   | Rakousko       | 5839 |
| 2.   | Norsko         | 4596 |
| 3.   | Švýcarsko      | 3689 |
| 4.   | Francie        | 3028 |
| 5.   | Itálie         | 2700 |

| Poř. | po 39 závodech | body |
| ---- | -------------- | ---- |
| 1.   | Rakousko       | 4886 |
| 2.   | Švýcarsko      | 4752 |
| 3.   | Itálie         | 3982 |
| 4.   | USA            | 3402 |
| 5.   | Německo        | 1900 |